# استفان دیارا
استفان دیارا (فرانسوی: Stéphane Diarra‎؛ زادهٔ ۹ دسامبر ۱۹۹۸) یک بازیکن فوتبال اهل ساحل عاج است.

## بیوگرافی
دیارا اولین بازی خود را برای تیم بزرگسالان انجام داد اویان در طول فصل ۲۰۱۵-۲۰۱۶ باشگاه فوتبال رن در ژوئیه ۲۰۱۶. او فصل ۲۰۱۸-۲۰۱۹ را به صورت قرضی در گذراند. باشگاه فوتبال لو مان به آنها کمک کرد تا از طریق پلی‌آف به لیگ ۲ صعود کنند و در ژوئن ۲۰۱۹ با قراردادی سه ساله به آنها پیوست.